# Distrito del Monte Simeón
El distrito del Monte Simeón (en árabe: منطقة جبل سمعان‎ / ALA-LC: manṭiqat Jabal Sem‘ān), también conocido como Jabal Sem`an, es un distrito (mantiqah) de la gobernación de Alepo en Siria. En el censo de 2004 contaba con una población de 2.412.072 habitantes. La capital del distrito es la ciudad de Alepo. Su nombre proviene del Monte Simeón.

## Divisiones
El distrito del Monte Simeón se divide en 6 subdistritos o Nāḥiyas (población según el censo de 2004):